# Flavigny-sur-Ozerain
Flavigny-sur-Ozerain – miejscowość i gmina we Francji, w regionie Burgundia-Franche-Comté, w departamencie Côte-d’Or.
Według danych na rok 1990 gminę zamieszkiwało 411 osób, a gęstość zaludnienia wynosiła 15 osób/km² (wśród 2044 gmin Burgundii Flavigny-sur-Ozerain plasuje się na 519. miejscu pod względem liczby ludności, natomiast pod względem powierzchni na miejscu 226.). W roku 2000 w mieście nakręcono film Czekolada.
Na terenie gminy znajduje się seminarium Bractwa Kapłańskiego Św. Piusa X (jedno z 6).